# ショーレン
ショーレン (ドイツ語: Scholen) は、ドイツ連邦共和国ニーダーザクセン州ディープホルツ郡の町村（以下、本項では便宜上「町」と記述する）である。この町は、シュヴァフェルデンに行政機関を置くザムトゲマインデ・シュヴァフェルデンに属している。ショーレンは、ショーレン、ブロックヴィンケル、アンシュテットの3つの地区からなる。

## 地理

### 位置
ショーレンは、ヴィルデスハウザー・ゲースト自然公園の南、ブレーメンとオスナブリュックとのほぼ中間に位置している。ニーダーザクセン州の小都市バッスムとズーリンゲンとの間にあたる。

## 歴史

### 町村合併
1974年3月1日にそれまで独立した町村であったアンシュテットがこの町に合併した。

## 行政

### 議会
ショーレンの町議会は、9人の議員からなる。

### 首長
名誉職の町長カール＝ハインツ＝シュヴェンは、2001年9月9日に選出された。

### 紋章
ショーレンの紋章は上下二分割。上部は赤地に、特徴的な中央の塔を持つショーレンの教会の側面が描かれている。下部は銀地に、それぞれ5枚の萼と金の蕊を持つ赤いバラが3輪描かれている。

## 文化と見所

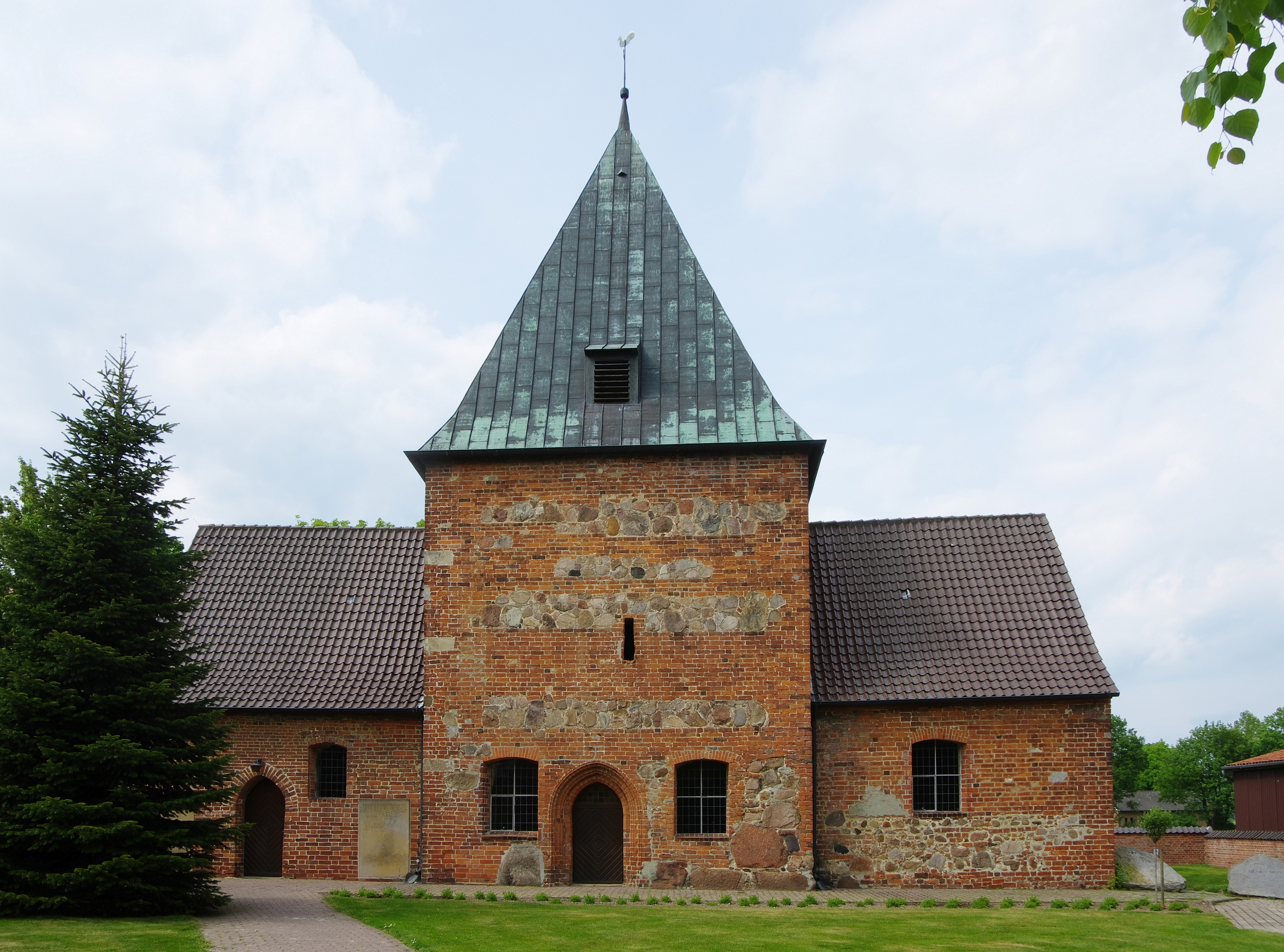
ショーレンの教会

### 建築
- 教会[4]
- 風車。高さ 21 m のギャラリー付きオランダ式風車（ドイツ語版、英語版）である。その下部構造 (10　m × 10 m) はレンガ造り、上部は木造である。羽根の長さは 9.60 m である[5]。

### 自然文化財
- 教会の庭のセイヨウボダイジュはゲリヒツリンデ（裁判や集会が行われるセイヨウボダイジュの木）である。7本の木が集まって、1本の木のように生長したものである[6]。

## 経済と社会資本

### 交通
町内を、バッスムからミンデンに通じる連邦道 B61号線が通っている。

### 教育
- アンシュテットやノイエンキルヒェンの児童も一緒に学ぶ2から3クラスの基礎課程学校は、1979年から現在の場所にある。建物は1957年に建設され、1990年と1997年に増築された[7]。
- ショーレンには、登校拒否児童に卒業資格のチャンスを与えるライゼンデ・ヴェルクシューレも1979年から存在している[8]。